# One Canada Square
One Canada Square [ˈwʌn ˈkænədə ˌskweə] ist mit einer Höhe von 236 Metern und 50 Stockwerken das dritthöchste Gebäude in London. Bis zur Fertigstellung von The Shard war der Wolkenkratzer das höchste bewohnbare Gebäude in Großbritannien. Zum Vergleich, der Fernsehturm Emley Moor, das höchste freistehende Bauwerk Großbritanniens, bei Huddersfield ist 330 Meter hoch.
Der im Jahr 1991 vollendete Wolkenkratzer wurde nach Kanada benannt, weil er von der kanadischen Firma Olympia and York gebaut worden war. Architekten waren César Pelli mit Adamson Associates und Frederick Gibberd Coombes. Kurz nach der Fertigstellung ging das Unternehmen bankrott. Der Name des Gebäudes ist gleichzeitig die Adresse, das Gebäude wird allerdings auch als Canary Wharf Tower bezeichnet, da es ein Teil des Canary-Wharf-Bürokomplexes in den Docklands ist.
Es gibt keine Aussichtsplattform und die oberen Stockwerke des Gebäudes sind für Touristen allgemein nicht zugänglich, allerdings gibt es im Untergeschoss ein Einkaufszentrum. Das Gebäude wird flankiert von zwei weiteren Wolkenkratzern, die zehn Jahre später entstanden sind und beide 200 Meter hoch sind: HSBC Tower (8 Canada Square) und Citigroup Centre (25 Canada Square).

## Rezeption
- Im Roman Operation Elite von Matthew Reilly ist das Gebäude Schauplatz einer Action-Szene, in der die oberen Stockwerke fast komplett zerstört werden.
- In der britischen Fernsehserie Doctor Who ist der One Canada Square Tower der Hauptsitz des „Torchwood-Institutes“; er wurde um einen Dimensionenriss herum errichtet und in einer Schlacht gegen die Daleks und Cybermen zerstört.
- In der britischen Komödie Johnny English ist das Gebäude doppelt zu sehen. Eines beherbergt ein Krankenhaus und ein zweites direkt daneben (als Zwillingsturm) das Büro von Pascal Sauvage.
- Der Turm trat auch mehrfach in der Fernsehsendung The Apprentice auf.
- Die beliebte BBC-Seifenoper EastEnders.[2]

## Büromieter

### Derzeitige Büromieter
Die aktuellen Büromieter laut Canary Wharf Group plc per 14. Februar 2018:
- Accenture
- Adamson Associates
- Aetos Capital
- Article 25
- Bank of New York Mellon
- Bankable
- BBVA (Banco Bilbao Vizcaya Argentaria)
- Bellway Homes
- Brookfield
- Canary Wharf Contractors Ltd
- Canary Wharf Group plc
- Canary Wharf Management Ltd
- Career Academies
- Corporator
- Currencies Direct
- Daihatsu
- Datawatch
- Dealglobe
- Digital Reasoning
- Digital Shadows
- Diligence
- Ärzte der Welt
- Doyle Clayton
- EcoMachines
- Equilend
- EmBonds
- Esentire
- eToro
- Euler Hermes
- Europäische Bankenaufsichtsbehörde
- FIA
- Fingenius
- First Data
- High Speed 2
- HSBC UK
- Innovate Finance
- International Grains Council
- Internationale Zucker-Organisation
- Invoke
- K&B Accountancy Group (Kingsley Hamilton)
- Level39
- Medical Defence Union
- Metlife
- Moody’s
- National Bank of Abu Dhabi
- Newland Chase
- Novartis Europharm
- Pirean
- Rational FX
- Regus Business Centers
- Renaissance Capital
- Revolut
- Rittal
- Runwild Media Group
- Security Alliance
- Silk Ventures
- Sumco Europe
- Transfergo
- Trinity Mirror
- UBS
- UCL
- X Open Hub

### Bemerkenswerte frühere Büromieter
- Maersk
- Telegraph Media Group